# UTA
UTA（フランス語: Union de Transports Aeriens、IATA: UT, ICAO: UTA, コールサイン: UTA）は、1963年から1990年にかけて存在したフランスの国際航空会社。

## 概要
主にフランス本土とアフリカやインド洋上の旧植民地、および日本や東南アジア、ニューカレドニア、タヒチ、オーストラリア、ニュージーランドなど島などを結び、エールフランスに次ぐフランス第二の航空会社だったが、1990年、エールフランスに吸収合併された。
機材の塗装は尾翼付近を紺色としていた他は白だったが、ドアだけを緑色に塗るという特徴的なものであった。
日本の旅行会社のパンフレットなどでは「UTAフランス航空」と紹介されていた。

1946年10月26日パリ・マルセイユ便から運行開始したT.A.I.(Transports Aériens Intercontinentaux・英語版)と、1950年パリ・ダカール便を開設したUAT（Union Aéromaritime de Transport・英語版）の二社が合併し設立。前身会社はいずれもパリ＝オルリー空港ベース、初期の機材は両社ともにダグラス DC-3(C-47)型機、DC-4(C-54)型機などを使用し冒頭の植民地中心に事業展開していた。

UATは1949年に西アフリカに定期航路を展開するフランスの船会社シャルジュール・レユニ（Chargeurs Réunis、英名United Shippers）と複数の工業技術者出資で発足、運行はパリ発着でダカール、ポワントノワール、サイゴンの各航路や不定期航空貨物便を展開、1953年2月19日デ・ハビランド コメット1型機を西アフリカ便に投入しさらに同年11月にはトリポリ、ヨハネスブルグ航路の一部便で運用していた。その後コメット型機は運行停止処分が下され、旅客便メインフリートを改めてダグラスDC-6B型機に定めて増機を図ったが新造機の納入は早くとも4、5年後というダグラス社の回答から新造の2機は1958年に受領し、現状の不足分については中古機の買収を進めた。このうち3機は日本航空同様に貨物型のDC-6A型機を旅客型に改修して用いている。DC-6B型は代買の追加を含め延べ10機を使用した。

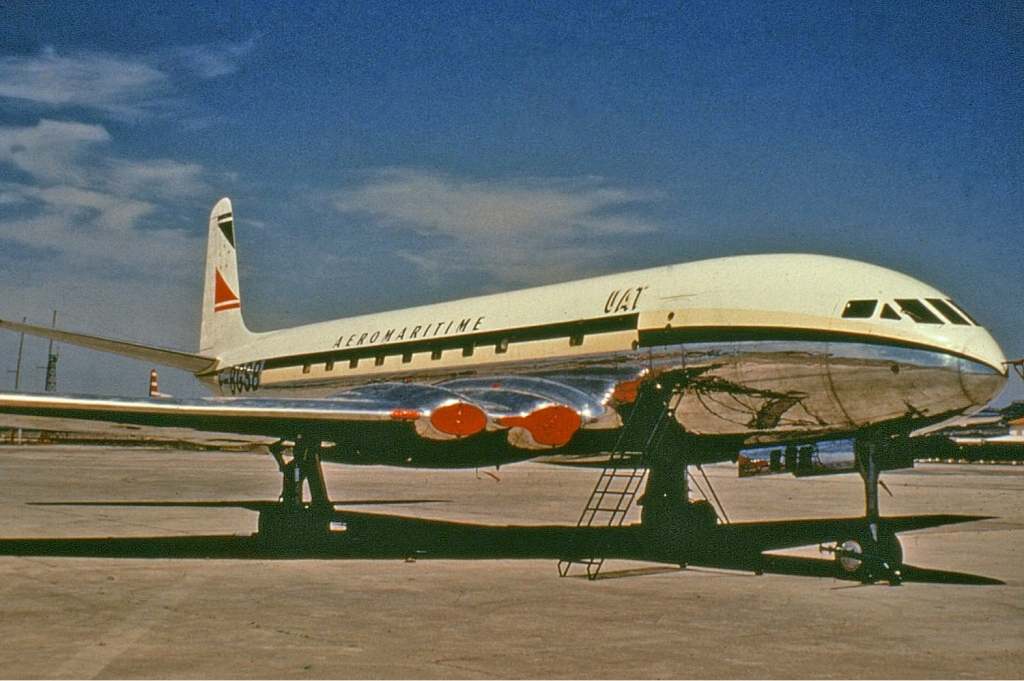
UAT　デ・ハビランド コメット1A型機

1961年3月エール・アフリックの発足時にUATは機材貸与など事業協力し、シャルジュール・レユニなどと連名協同設立したアフリカ地区の総合輸送事業合弁会社SODETRAでUATが担当だった航空輸送部門を業務再編、分離してエール・アフリックに継承させている。

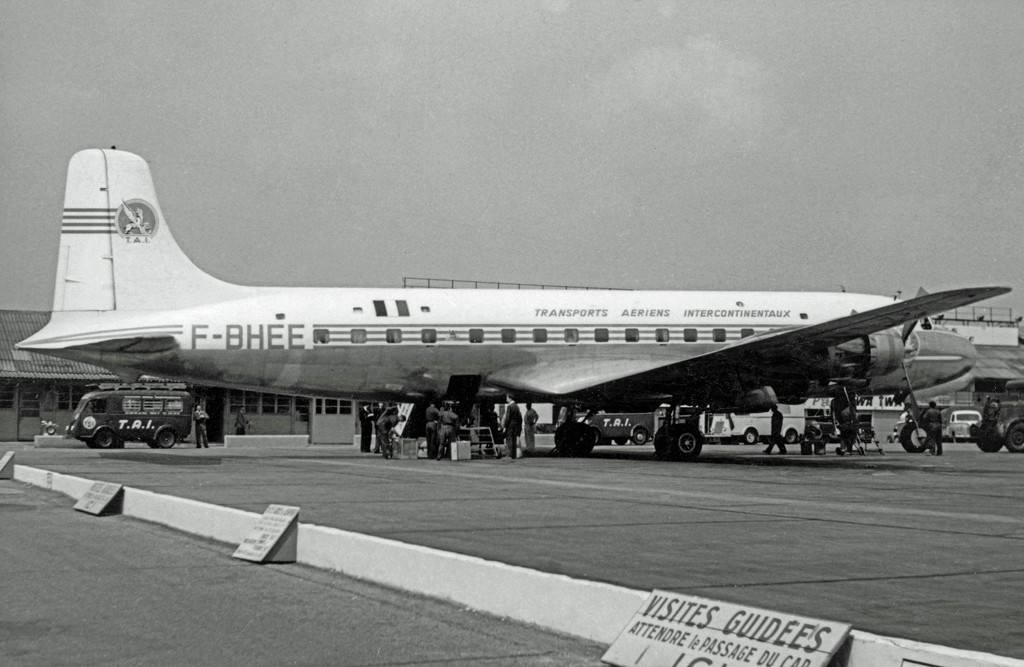
T.A.I.ダグラス DC-6B型機

T.A.I.はダグラスDC-4型機と後継DC-6型機を主力に据え、1950年代初期にはパリ発着ハノイ、、アンタナナリボ、アビジャン、ダカールの各航路を展開、この間には飛行艇ショート ソレントをリース、ポリネシアのボラボラ島へ商業運行の試験飛行や1952年にシュド・エスト SE.2010型機を4機8ヶ月使用して取りやめなど試行錯誤を繰り返した。主力機のDC-6型は改良版DC-6B型機に展開、T.A.I.では1953年6月12日DC-6B型で2機目にあたる国籍登録記号F-BGOD(c/n43835/380)を完成引渡し後に仮設燃料タンクを増設しフェリーと実地実験を兼ねてサンタモニカ・パリ間5,700マイルをノンストップで飛行させ、この試みは1956年1月1日パリ・ハノイ路線からニューカレドニアのヌメアまで延長された際に生かされた。1958年ボラボラ空港の滑走路拡張が終り、T.A.I.はDC-6B型機の乗入れを開始する。1960年、タヒチ・ファアア国際空港が開港しDC-7C型機(1957年受領)が就航し、パリ発着のバンコクなど経由するこの路線は、同年中にアメリカ・ハワイ州、ホノルルへ延長された。

両社が発展した1950年代は一方で年を追う事に定期航路を展開していたフランス保護領や植民地では内戦や独立が相次ぎ、経由地のイギリス領なども同様の国家独立や不安定な政権支配の国境紛争に及び、その乗入れ権と定期便航路維持どころか安全を脅かす世界情勢変化に直面していた。フランスが掌握していた各地へ本国政府とその関連から兵員や軍事物資などを期間限定のチャーター便輸送を担当して収益を得たが一過的なもので、徐々に安定した事業展開が望めない状況となった。
T.A.I.では1956年カイロ国際空港でDC-6B型機事故と1959年9月24日ボルドー・メリニャック空港307便墜落事故（T.A.I.307便墜落事故・英語版）発生から安全面信頼性は失墜していた。

UATのデ・ハビランド・コメット型機定期便導入は新興航空会社の知名度を広く売り込むことに成功した。1954年4月コメット型機は連続墜落事故から飛行停止処分になり、旅客定期便用の機材不足に陥ってしまう。事業計画に沿って所有機材の整備計画では将来の転用貨物輸送機を併せて新造か中古のDC-6B型機の追加導入をこれ以前から進めていたが、この危急事態に新造のDC-6B型機よりはるかに割増な金額で中古の貨物型DC-6A型機を購入し旅客型に改修する失態を招き、輸送事業部門のシャルジュール・レユニと連携をさらに強めて業績の挽回を図り、T.A.I.と同様にチャーター便や航空貨物事業の強化に努めた。UATが新たに立案した機材整備計画ではダグラス DC-7C型機を回避している。長い航続距離性能を備える DC-7C型機をT.A.I.や他社は集客競争のジレンマからなし崩し的に導入していたが、UATでは幹線主力機として数年程最長5年間未満でその後に早期転売処分や用途の転用を行って償却額が割り込むことを予想し、引き続きDC-6B型機を使い続けることを選択した。ジェット旅客機の再導入はダグラス DC-8型機を選定して営業戦略を探っていた。1958年12月26日ローデシア（現ジンバブエ）ソールズベリー（現ハラレ）でダグラスDC-6B型機がサイクロン接近の悪天候下のなか離陸直後に墜落、乗客乗員70名中死亡3名の事故が発生した。親会社投資ファンド部門の支援は停滞状態で融資の回復には致命的な事件となった。大きな痛手を負った両社は来たる1960年代を前に競合航空会社へ対抗絶対条件である機材のジェット化更新へ資金調達条件は厳しいものとなり経営不振に先行きすら危ぶまれた。経営建て直しには二社合併策が提言されシャルジュール・レユニとUAT主導で計画は進みT.A.I.を吸収合併するかたちで1963年10月1日UTA（Union de Transports Aeriens）は発足した。社名は誤って「Union de Transports Aéromaritime」と報道などで誤記呼称されることが多く、前身会社UATの「Aéromaritime（空・海事）」との誤解だったが、略称「UTA」を「UAT」と間違う以外は抗議しなかったという。シャルジュール・レユニはのち増資分を引受け1990年頃までUTA全株式の62.5％を保有し、1954年11月に前身会社を発足し1960年2月コルシカ島を結ぶ定期便を開設したエールアンテールについて事業提携からUTAを通して出資を引き受けている。

1960年代に入ると国内外の航空会社間で集客競争が激化した。UTAはその前身時代からエールフランスとの路線航路便数割当てをめぐる争いを展開し1963年合併発足後、フランス政府は郵便事業助成から介入しUTAにはフランス本土～アフリカからオセアニアにかけてのおもに南半球を割当て大半には航路独占権を付与して仲裁、その後アメリカとの以遠権をめぐる外交々渉成立から、フランス発着サンフランシスコ、ロサンゼルスなどを経由し接続するオセアニア便数の拡大に、中間区間にあたる北大西洋横断便枠の増便にはエールフランスの割当便数枠から割譲された。

アメリカでは1978年12月航空規制緩和法(Airline Deregulation Act)が議会通過後、北米で国内外を運行する航空各社は自由競争の時代に入った。北大西洋横断便はIATA協定から定価運賃が定められ、格安航空会社はロフトリディア(Loftleiðir英名：アイスランディック航空Icelandic Airlines　英語版）など所要時間が長いローカル路線便や会員制団体旅行クラブなどチャーター便に限られたが旅行会社による運賃の細かな調整にイギリスレイカー航空など幹線を低料金で大量輸送する会社が登場し新しい時代に入りつつあった。1986年フランス政府は航空事業の規制緩和とフランス国鉄(SNCF)にUTA、エールフランス、エールアンテールを含めた国内外航路網の統合整備を伴う総合交通輸送政策を発表、助成の大幅カットから航空会社には路線の見直しと整備拠点など集約合理化を勧告し、事業規模の変更に伴い各社では人員整理解雇、賃金カットを予告するとパイロットを含めた労働組合によるストライキが頻発して欠航が相次ぎ、混乱する運行状況から乗客はフランス国籍航空各社を避けそれぞれは減収し、UTAでは路線統合の見返りに乗換え便へ連結出来るニューヨーク便などの増便許可を求めたが1988年運輸大臣から拒絶され、1989年10月労組との交渉決裂からUTAは破綻を前に身売りを決断、フランス国外の大手航空会社と交渉機会を持ったがオセアニア、インド洋などローカル国際航路が多い事業展開に興味を示す他国の会社は無く、1990年1月12日エールフランス傘下におかれ1992年12月18日吸収合併で消滅した。

UTAではエアバスインダストリー（エアバス）の輸送運航とエアロスペースラインズ ・スーパーグッピーを1970年から保有分担を引き受け、吸収合併後はエールフランスが継承した。

日本乗り入れは1974年11月から東京国際空港（羽田空港）に就航、路線は本国フランスのパリからではなくニューカレドニアのヌメアから延伸だった。アイランドホッピング航路が多いUTAでこの路線はヌメアで便名を変えてサンフランシスコ、ニューヨークを経由してパリへ向かう航路で機材メンテナンスなどの都合でもあった。当初はシーズン期間限定運行でDC-8-53型機を使用して開始、その後UTAの日本人客室乗務員が搭乗し成田空港移行後の1980年頃から日本航空と運行便提携が行われいくつかは共同運航便（UTA機材で運行）に移行、東京発着のタヒチ、フィジー・ナンディ便を開設(ダイヤ改正の既設便と乗換え便から接続延伸)したが1974年就航からの限定運行・運休期間は変わらず、1983年頃DC-10-30型機に更新からヌメア便は通年定期運行へ。1990年代のＡＦ・エールフランスへの統合で747-300/400で成田に乗り入れてパリ、パペーテ、ヌメアの各便で使用されていた。2機存在した747-4B3においては、旧UTA塗装のままAF便で東京/成田の他に、これまでフライトがなかった台北、香港、バンコク、クアラルンプール、モントリオール、トロント、バンクーバーなどへのフライトに投入された。現在(2020年以降)日本とヌメア便はエアカランのA330で運航している。2024年7月、エアカランは同年8月をもって東京・ヌメア間直行便を一時運休することが発表された。

## 主な運航機材
- ダグラス DC-6
- ダグラス DC-8
- マクドネル・ダグラス DC-10
- ボーイング747(SP/-200/-300/-400)

- DC-6A
- DC-8-53
- DC-10-30
- 747SP
- ボーイング747-200
- 747-300
- ボーイング747-400

## エピソード
- UTAがスポンサーとして参加した1984年の日本映画「天国にいちばん近い島」(原田知世主演)においてUTA所有のDC-10旅客機が登場している。
- 一時期、ABC制作テレビ朝日系列の「新婚さんいらっしゃい!」では、番組後半の「ペアマッチ」において運がよければもらえるおまけの賞品がニューカレドニア旅行だった縁から、それに協賛していた経緯があった。